# Weverton (ur. 1987)
Weverton, właśc. Weverton Pereira da Silva (ur. 13 grudnia 1987) w Rio Branco – brazylijski piłkarz, występujący na pozycji bramkarza. Obecnie zawodnik brazylijskiego klubu Palmeiras i reprezentacji Brazylii.

## Kariera klubowa
Urodzony w Rio Branco, w stanie Acre, Weverton dołączył do juniorskich drużyn Corinthians w 2006 roku. Do składu pierwszej drużyny został włączony w 2007 roku. Następnie Weverton był wypożyczany do takich zespołów jak Remo, Oeste i América (RN). W tym ostatnim zespole występował regularnie w Série B, dzieląc minuty z weteranem Rodolpho.
Weverton został zwolniony przez Timão w styczniu 2010 roku i tuż po tym przeniósł się do Botafogo (SP). Po dobrych występach w barwach Botafogo, 12 maja 2010 roku podpisał kontrakt z Portuguesą. Weverton był bramkarzem numer 1 w drużynie Lusa, występując we wszystkich meczach ligowych w 2011 roku, a jego drużyna została mistrzem i wywalczyła awans do Serie A.
W maju 2012 roku po wygaśnięciu poprzedniego kontraktu został nowym zawodnikiem Atlético Paranaense. 15 października 2014 r., został mianowany kapitanem drużyny, a jego kontakt przedłużono do 2017 r..
W grudniu 2017 roku Weverton został zawodnikiem Palmeiras, z którym związał się pięcioletnią umową. W sezonie 2018 miał serię 9 meczów bez wpuszczonej bramki co jest rekordem klubu. W tym samym sezonie został mistrzem kraju z Palmeiras. 
6 lutego 2020 przedłużył kontrakt do grudnia 2024. W tym samym roku odniósł zwycięstwo w rozgrywkach Copa Libertadores.

## Kariera międzynarodowa
31 lipca 2016 r. został powołany do kadry Brazylii na Letnie Igrzyska Olimpijskie 2016 w zastępstwie Fernando Prassa, który nie mógł pojechać na turniej z powodu kontuzji. W meczu finałowym Weverton w serii rzutów karnych obronił decydujący strzał Nilsa Petersena w piątej serii, co dało Brazylii pierwszy w historii złoty medal olimpijski w piłce nożnej mężczyzn.
Po zdobyciu złotego medalu na Igrzyskach Olimpijskich w Rio w 2016 roku, Weverton został powołany przez selekcjonera Tite na mecze kwalifikacyjne mistrzostw świata 2018 z Ekwadorem i Kolumbią.
26 stycznia 2017 roku zadebiutował w kadrze w meczu towarzyskim z Kolumbią. Z racji, że mecz rozgrywany był poza terminem FIFA wystąpili w nim jedynie zawodnicy z lig krajowych.
9 października 2020 roku po raz pierwszy wystąpił w meczu eliminacji mistrzostw świata przeciwko Boliwii.

## Trofea
Portuguesa
- Campeonato Brasileiro Série B: 2011

Atlético Paranaense
- Campeonato Paranaense: 2016

Palmeiras
- Campeonato Brasileiro Série A: 2018, 2022
- Campeonato Paulista: 2020, 2022
- Copa do Brasil: 2020
- Copa Libertadores: 2020, 2021
- Recopa Sudamericana: 2022

Brazylia
- Złoty medal olimpijski: 2016